# Klosterkirche St. Marien (Osterholz)

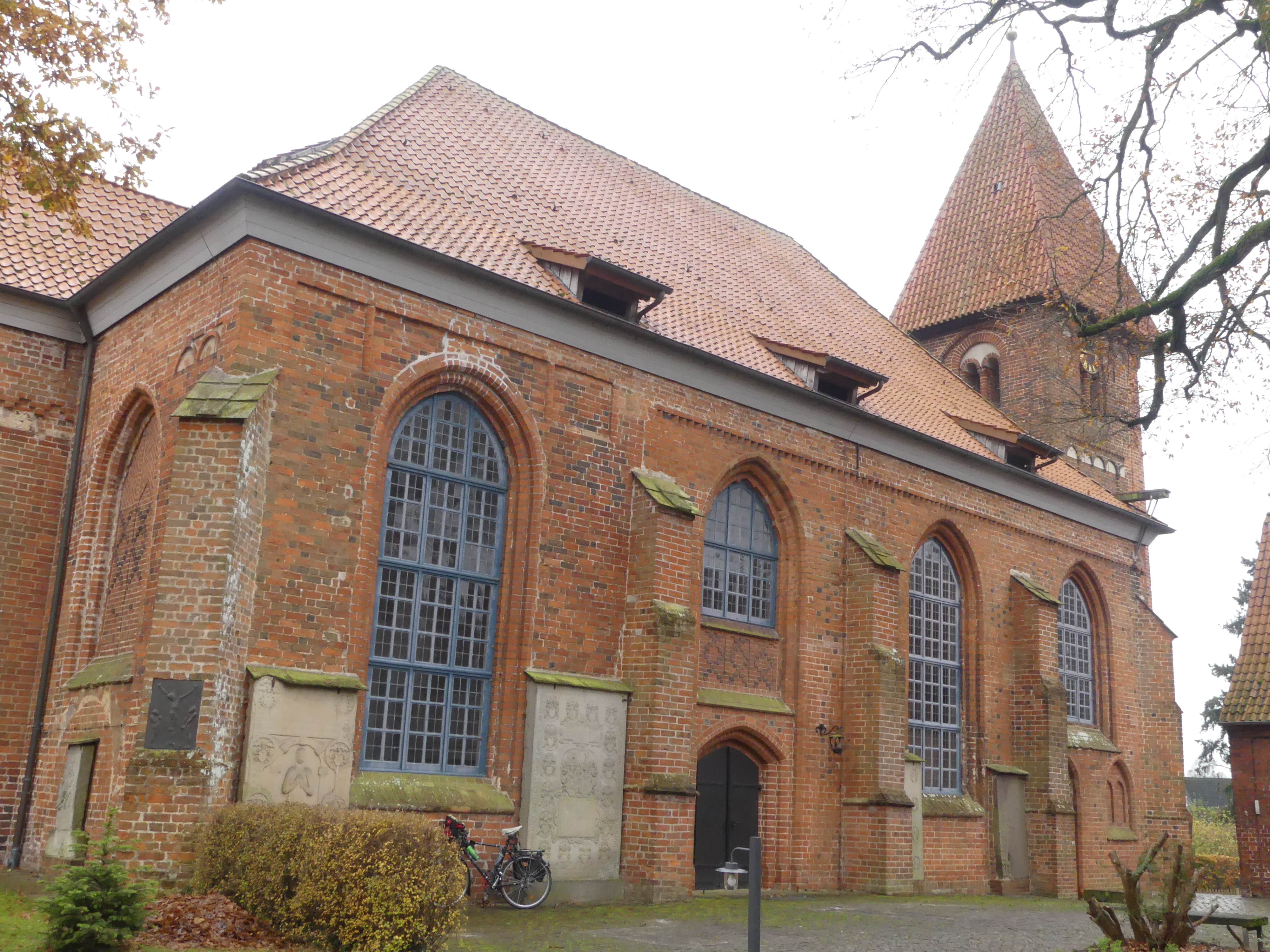
Nordseite der Klosterkirche St. Marien in Osterholz

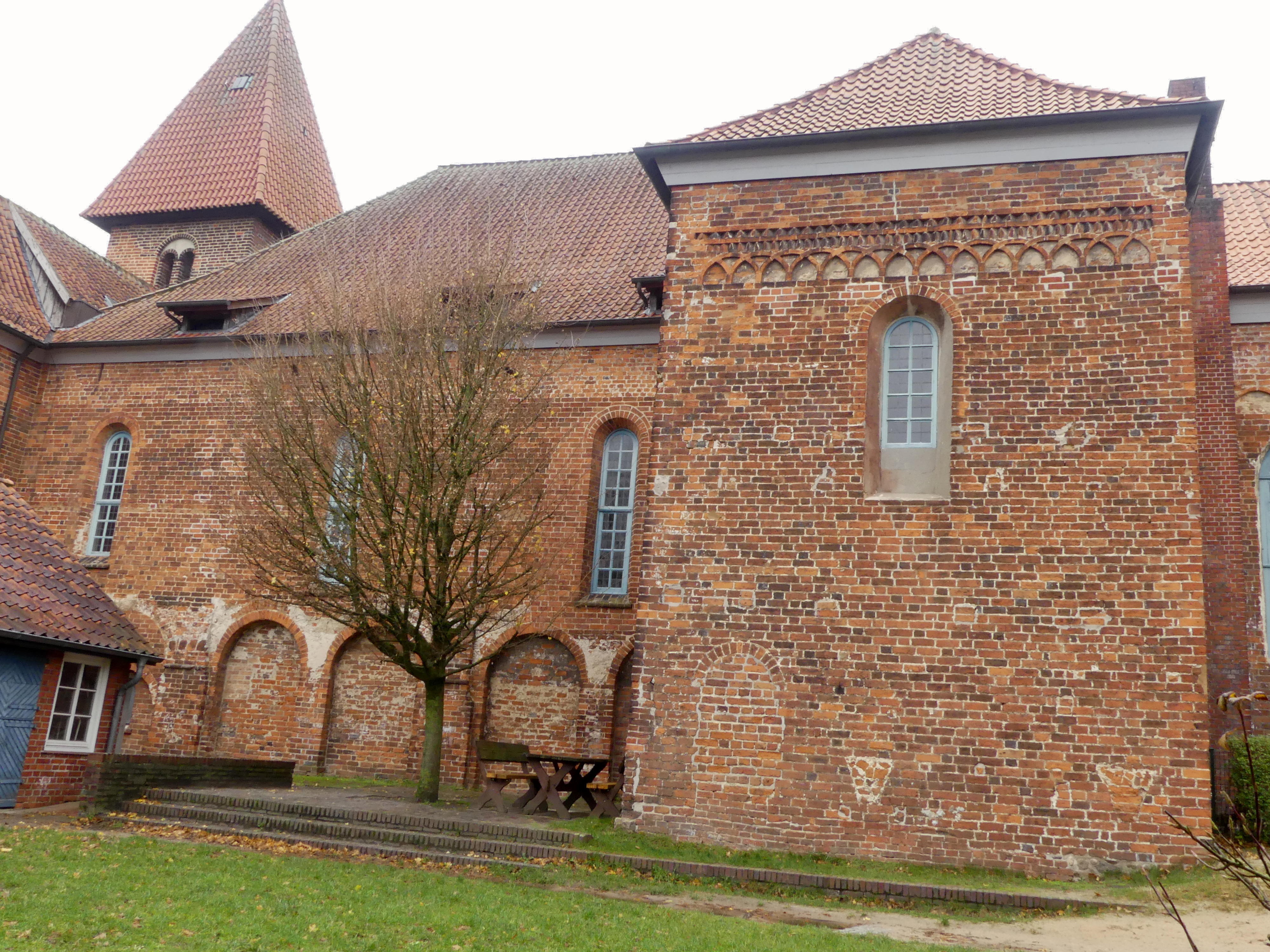
Arkade des verlorenen Südseitenschiffs und Südquerhaus

Die Klosterkirche St. Marien in Osterholz-Scharmbeck, Stadtteil Osterholz (Landkreis Osterholz) wurde im 12. Jahrhundert als Basilika im romanischen Stil für das Kloster Osterholz errichtet. Zusammen mit dem 1562 erbauten Gemeindehaus dient sie der evangelisch-lutherischen Kirchengemeinde St. Marien im hannoverschen Kirchenkreis Osterholz-Scharmbeck im Sprengel Stade als Kirche und Versammlungsort.
Das Gebäude steht unter Denkmalschutz (siehe auch Liste der Baudenkmale in Osterholz-Scharmbeck).

## Geschichte

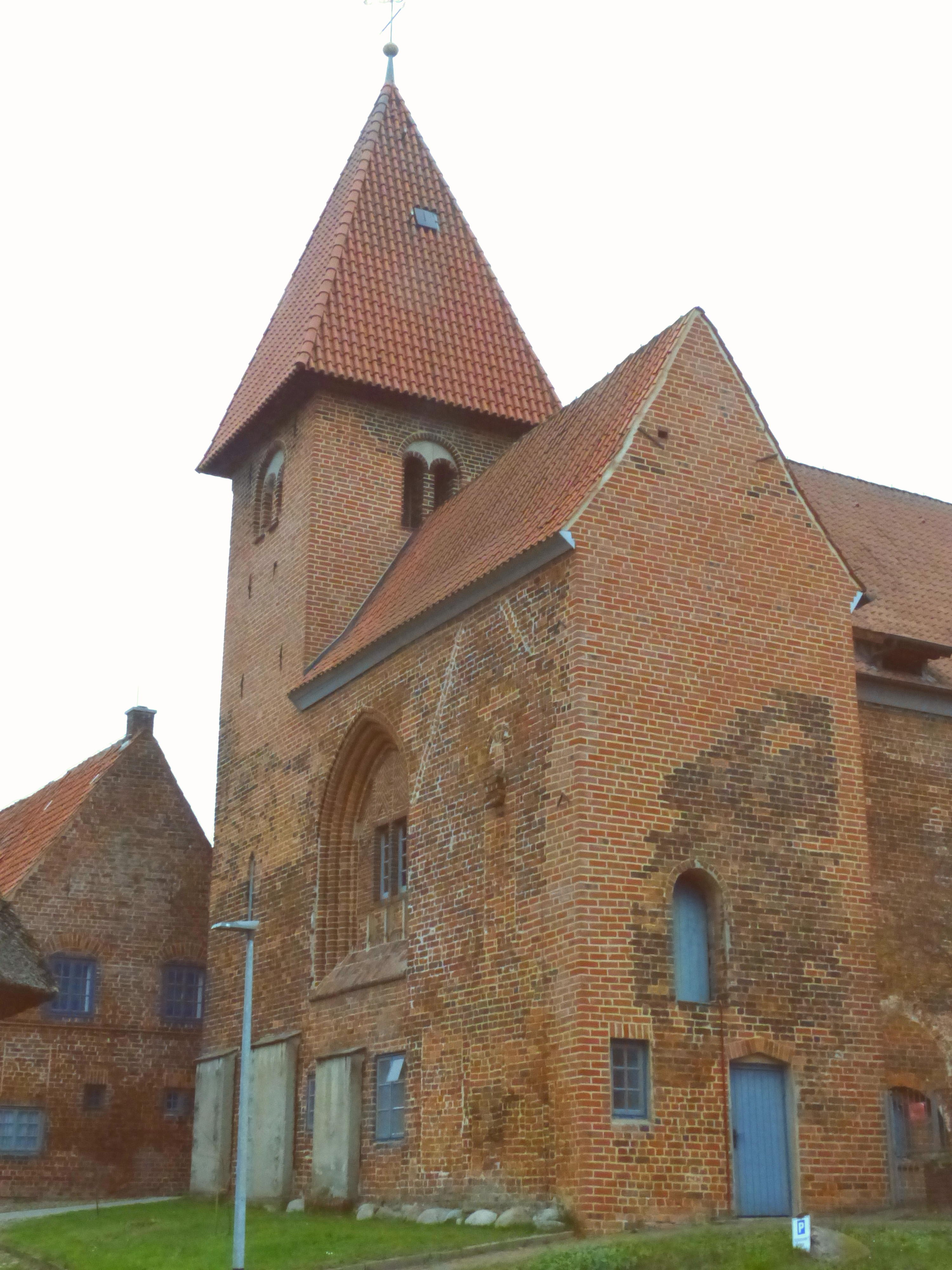
Westbau von Süden

Das Benediktinerinnenkloster (im) Osterholz wurde 1182 durch den Bremer Erzbischof Siegfried I. von Anhalt gegründet. Sein Nachfolger Hartwig II. von Utlede übertrug 1185 dem Kloster auch das Patronat über die Kirchengemeinde in Scharmbeck. Den eigentlichen Aufbau organisierte bis 1184 Propst Eylhard, ein Mönch des Benediktinerklosters St. Paul vor Bremen.

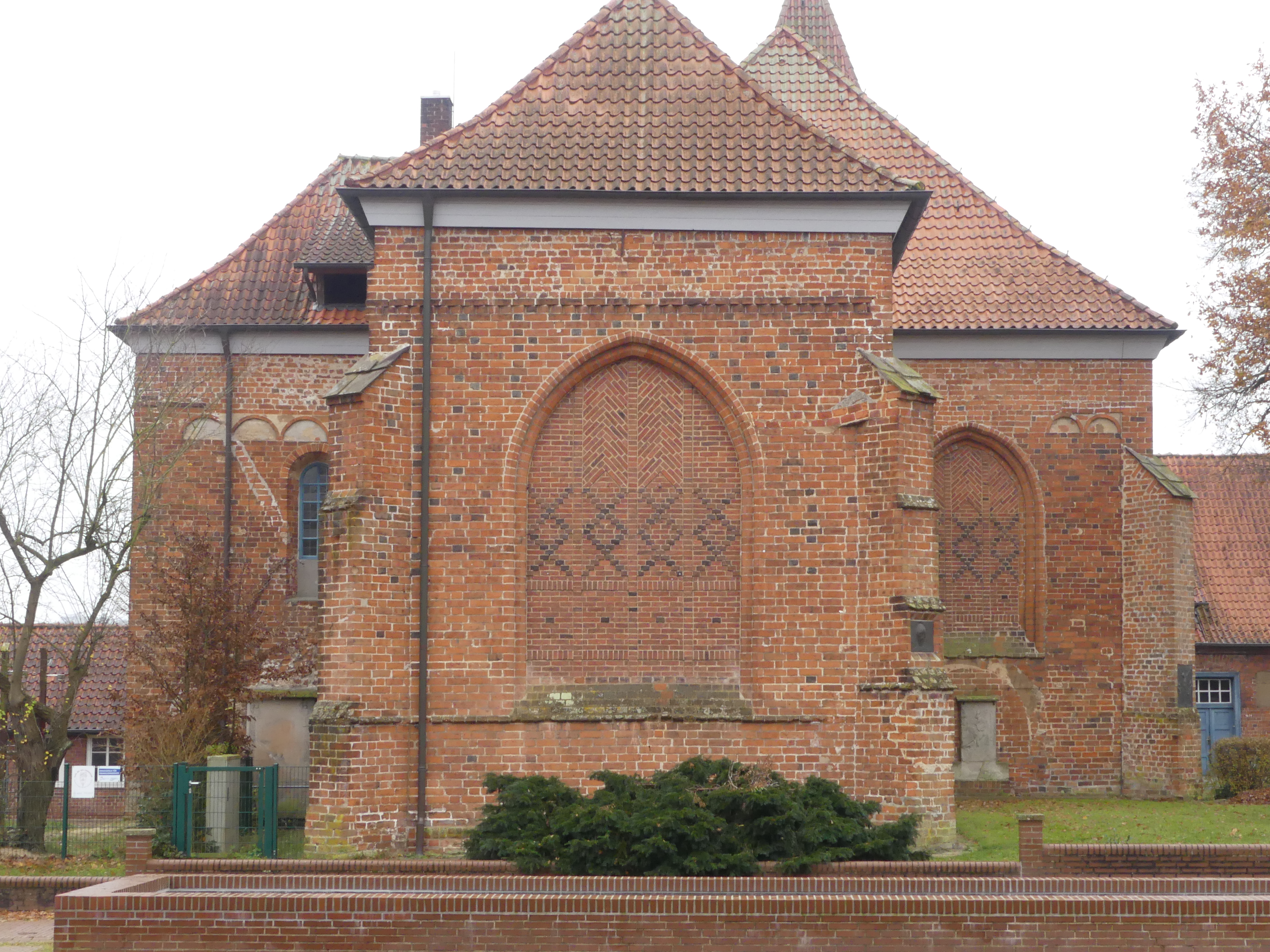
Ostansicht mit Walmdächern von 1762–1764 und Spuren einer schon lange vorher abgetrennten Nebenapsis

Das Kloster wurde 1197 dem Patrozinium der Jungfrau Maria unterstellt und mit der Börde Scharmbeck belehnt. Dieses Recht auf Belehnung stellte eine Art „Lizenzierung“ des Klosters durch Rom dar, was der Papst im Jahre 1507 mit der Anerkennung von Johann Widdenbrücke als Propst über das Kloster untermauerte. Das Kloster scheint anfänglich ein Doppelkloster für Männer und Frauen gewesen zu sein, wurde dann aber ab 1202 nur noch als Nonnenkloster bezeichnet.
Abgabepflichtig war die Börde Scharmbeck seit langem, aber mit den Herren des (späteren) Gutes Sandbeck gab es immer wieder Unstimmigkeiten. Deshalb wurde 1513 das Kloster noch einmal in einem offiziellen Akt mit den Sandbeckern belehnt. An einem Sonntag (Laetare) lud deshalb der Propst Johann Widdenbrügge ins Kloster ein. Als Zeugen erschienen der Bürgermeister von Bremen, Marten Heyenbroch, die Gutsherren Warner von der Hude und die Gutsherren Gebrüder Cordt. Damit unterstrich der Erzbischof von Bremen, wer in der Region die weltliche Macht ausübte; eine Verweigerung hätte den Beginn einer Fehde bedeutet und die Sandbecker hätten wohl ihr Lehen verloren, weshalb sich Just von Sandbeck vor seinem Gefolge dem Kloster verpflichtete. Allerdings konnten damit die Konflikte nicht endgültig beendet werden.
1515 plünderte der Bremer Erzbischof Christoph von Braunschweig-Lüneburg, der auch Bischof von Verden war, das Kloster Osterholz.

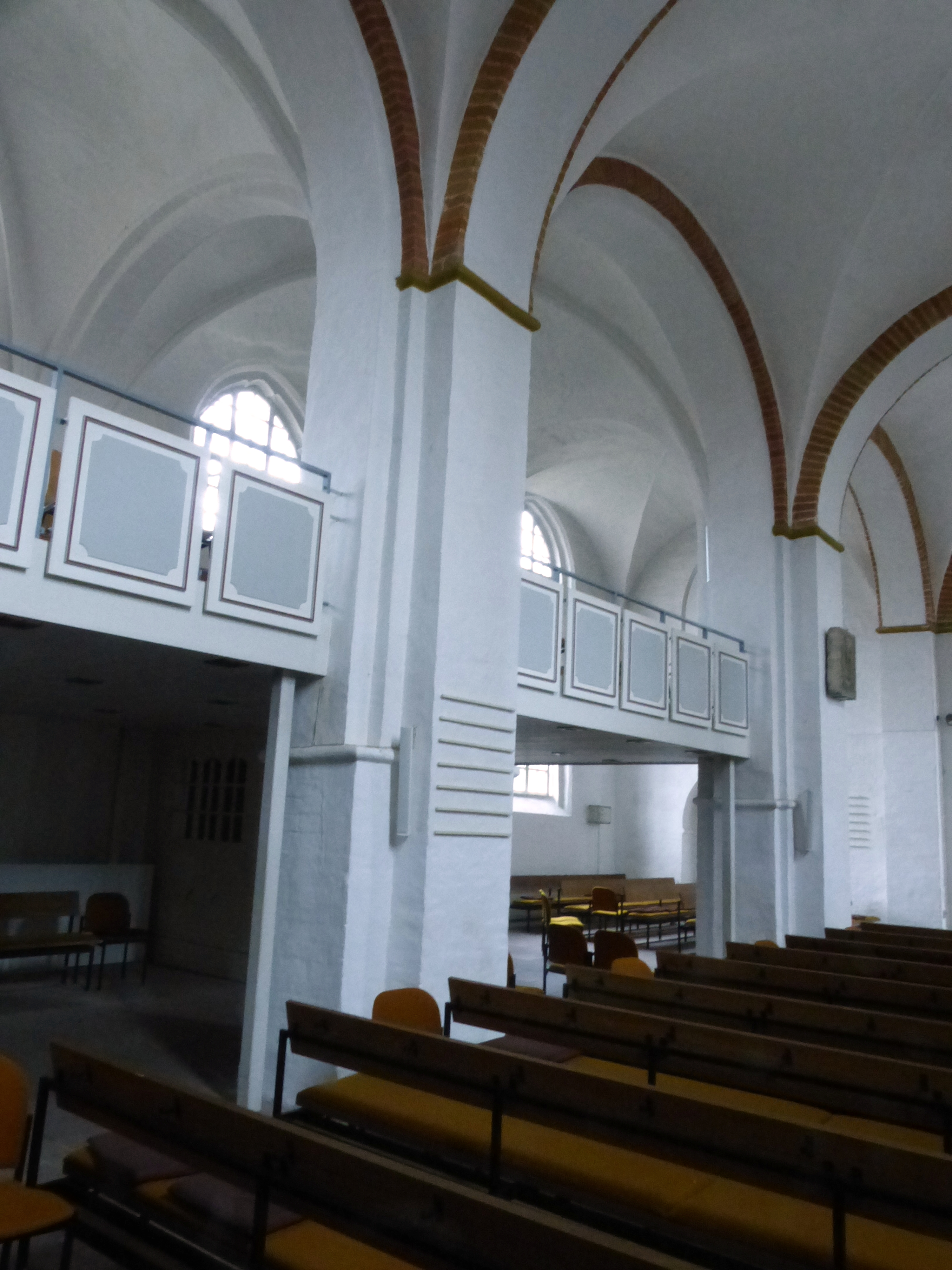
Nordseitenschiff und Nordquerhaus
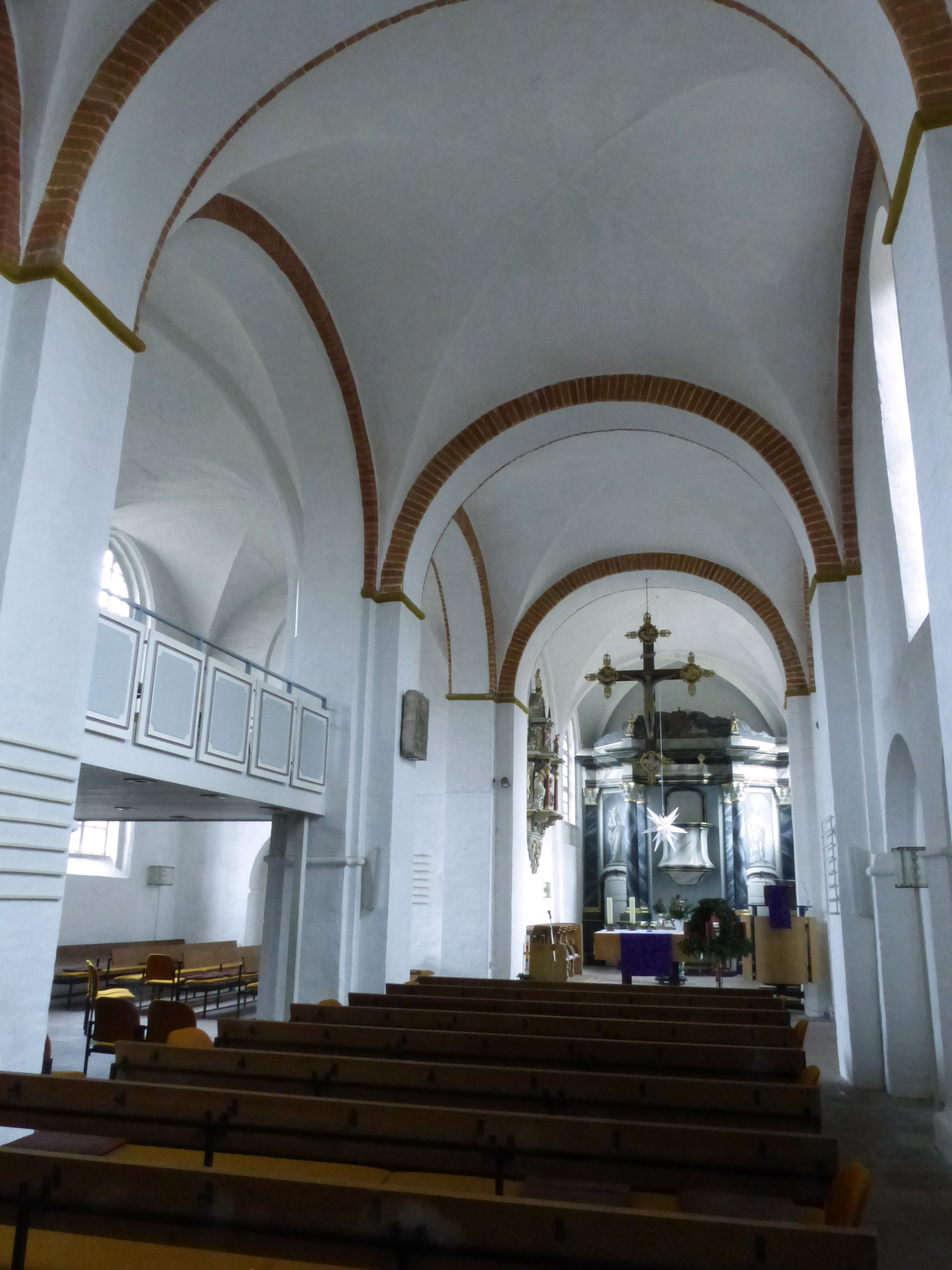
Mittelschiff, Vierung, Chor
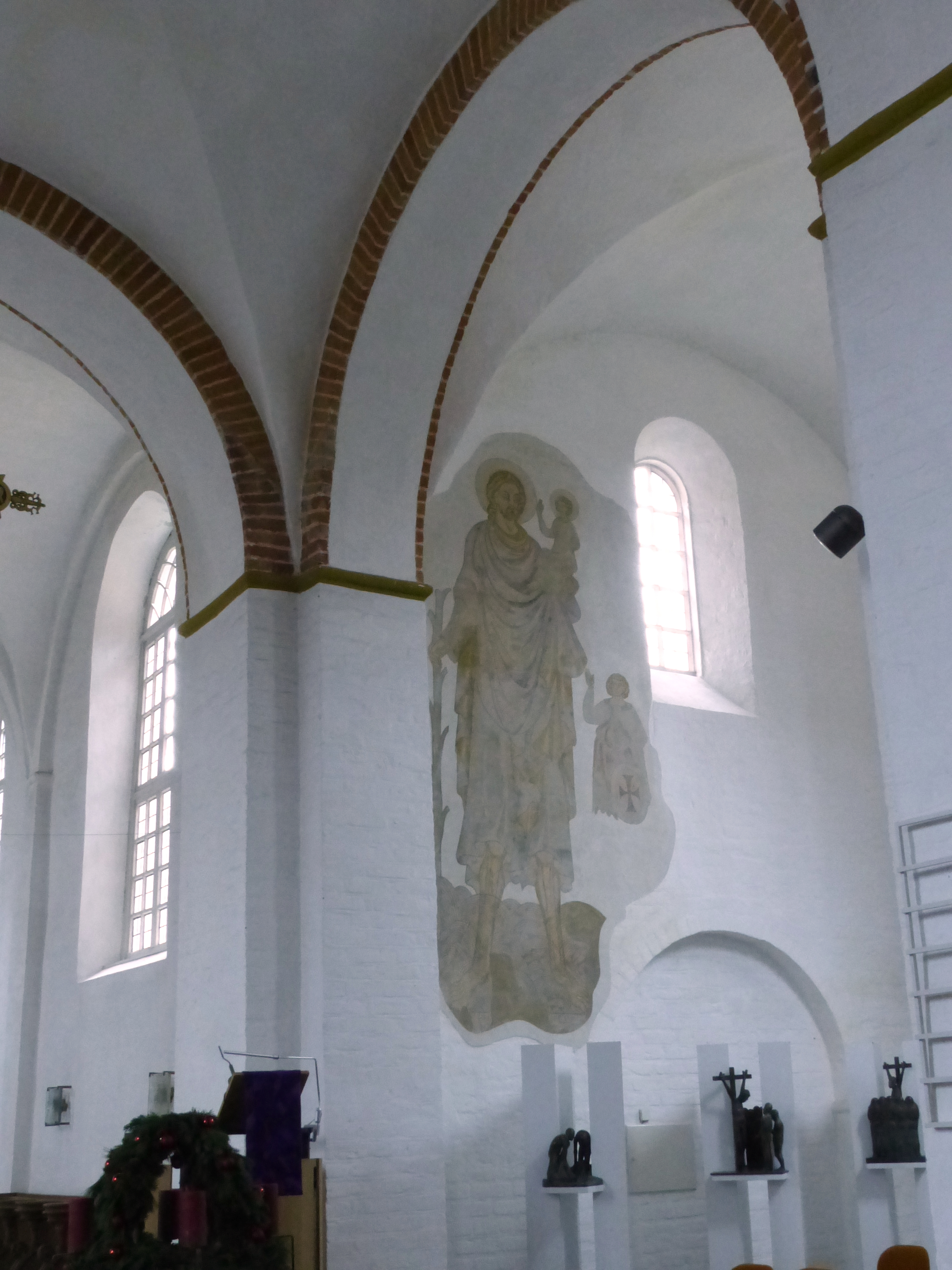
Christopherus und verschlossener niedriger Apsisbogen im Südquerhaus

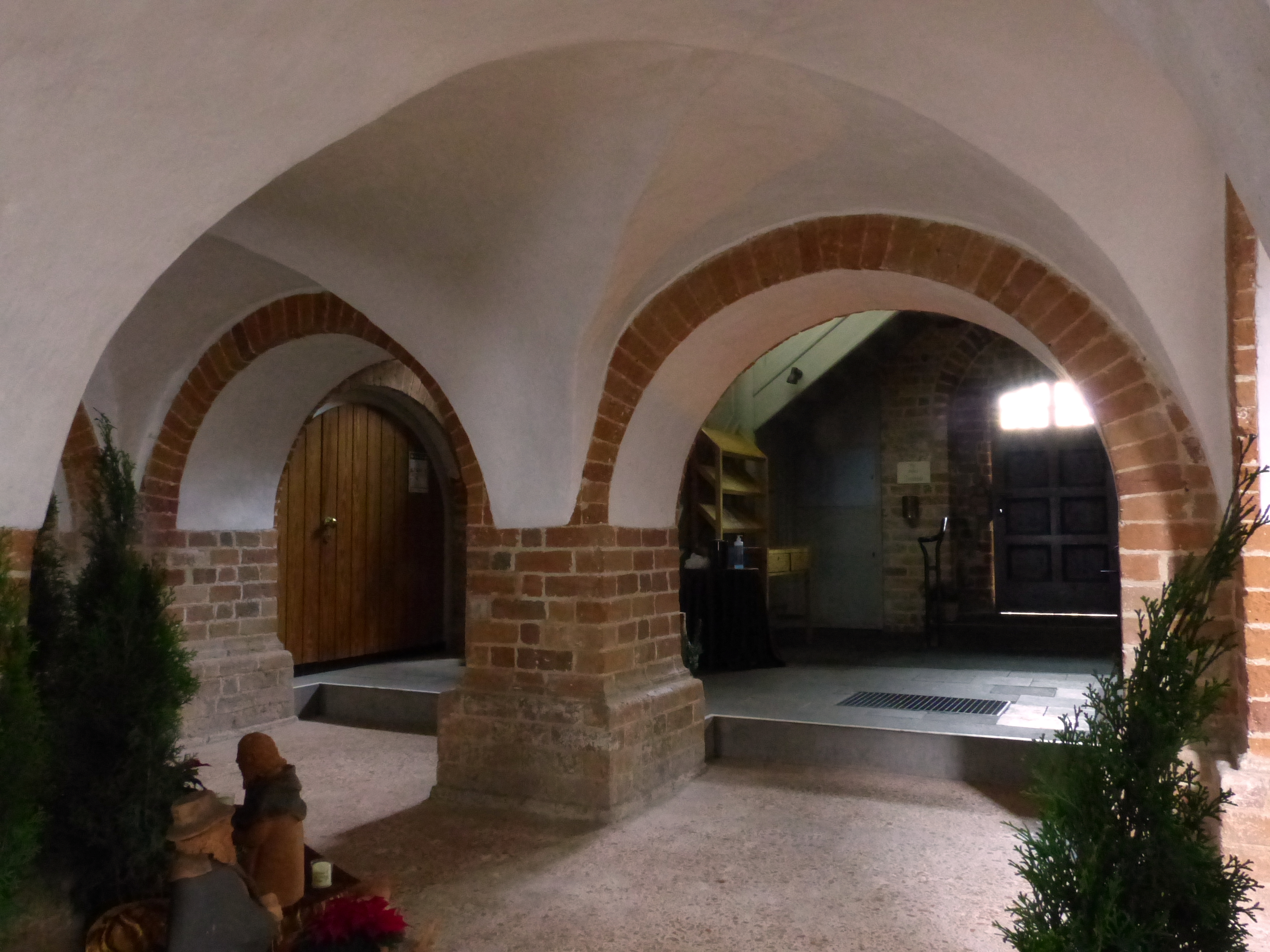
Gewölbe unter der Nonnenempore

Wenige Jahre später, 1522, machte Heinrich von Zütphen die lutherische Lehre in Bremen bekannt. In der Folgezeit breitete sich die Reformation auch im Osterholzer Kloster aus. 1537 befanden sich evangelische und katholische Nonnen im Kloster; 1550 wurde es dann endgültig lutherisch. Dies erfolgte vor dem Hintergrund des Schmalkaldischen Krieges, in dem 1547 Kaiser Karl V. eine Armee nach Norddeutschland schickte, um den Status quo der katholischen Herrschaft wiederherzustellen. Das misslang allerdings größtenteils, denn die kaiserlichen Truppen wurden in der Schlacht bei Drakenburg im Norden von Nienburg durch den Grafen von Mansfeld geschlagen und Karl V. konnte diese Niederlage nicht mehr durch einen weiteren Feldzug im Norden ausgleichen.
Das Kloster erhielt umgehend seinen ersten lutherischen Propst und die benachbarte Kirche St. Wil(l)had(i) in Scharmbeck wurde mit einem lutherischen Geistlichen besetzt, da die Gefahr einer Einquartierung kaiserlicher Truppen von da an nicht mehr bestand. Das heutige Gemeindehaus wurde laut Inschrift 1562 als Xenodochium, Hospiz für Fremde errichtet. Der Zeitpunkt ist insofern interessant, als man im Zuge der Reformation das Pilgerwesen ablehnte und dementsprechend das Gertrudengasthaus in Bremen (dessen Jakobusstandbild erhalten ist) 1531 geschlossen worden war.
Als im Dreißigjährigen Krieg die Dänen im Jahre 1626 Norddeutschland verließen und Stade räumten, drangen katholische Verbände in die Osterholzer Geest vor und die protestantischen Nonnen des Klosters flohen am 28. Mai 1630 vor den Pappenheimern, da diese 1629/30 einige Höfe in der Region verwüstet hatten. In der Folge wurde das Kloster zunächst katholisch belegt, 1633 mit der Ankunft den Schweden jedoch wieder protestantisch.
Am 16. Mai 1630 hatte das Kloster noch Bilanz gezogen: es war bis dahin fünfmal ausgeplündert worden, der goldene Becher für den Gottesdienst war verloren.
Im Westfälischen Frieden von 1648 wurde Christine von Schweden das Gebiet zwischen Bremen, Verden, Weser und Elbe zugesprochen. Da die Bistümer Bremen und Verden als Reichslehen abgetreten wurden, war die Aufhebung des Klosters 1650 eine Folge dieses Friedens.
Der alte Friedhof auf den Klostergelände wurde 1766/68 ersetzt durch den Osterholzer Friedhof  im Klosterholz.

## Architektur
Ab 1186 wurde die 1197 geweihte Kirche zunächst als Gewölbebasilika im gebundenen System errichtet. Sie hatte eine Hauptapsis am Chor und an jedem Querhausarm hing östlich eine Nebenapsis. Die rundbogigen Kreuzgratgewölbe der hohen Raumteile des romanischen Baues sind erhalten. Als Benediktinerinnenkirche erhielt sie eine Nonnenempore und einen stattlichen zweitürmigen Westbau.
Nach einem schweren Brandschaden von 1345 wurde die Kirche zur zweischiffigen Hallenkirche umgebaut. Das Südseitenschiff und die Apsiden wurden abgetragen. Der Chor wurde um ein Joch verlängert und das Nordseitenschiff durch das heutige breitere von der Höhe des Mittelschiffs ersetzt. Die Empore im Seitenschiff ist deutlich jünger als die Nonnenempore.
Unter Leitung des Moorkultivators und gelernten Zimmermanns Jürgen Christian Findorff wurde die Kirche 1762–1764 grundlegend saniert und dabei äußerlich stark verändert. Ergebnis sind die heutigen Walmdächer und das östliche Südportal. Dabei wurden an vielen Stellen neue Backsteine in mittelalterlichem Format verwendet. Die großen gotischen Nordfenster verloren ihr Maßwerk. Der Südturm wurde abgebrochen und mit dem Mittelteil des Westbaus unter einem Satteldach vereint.

## Ausstattung
Der große Kanzelaltar aus Holz ist schwarz-grau marmoriert, mit seitlichen Gemälden von Mose und Johannes dem Täufer, den Vertretern des Alten und Neuen Testaments. Er stammt aus der Umbauzeit Findorffs. Davor auf drei Putten ein Taufbecken, Anfang 18. Jahrhundert. Im Chorbogen hängt ein spätgotisches Triumphkreuz. An der linken Chorwand das aufwändige Epitaph einer Äbtissin, um 1620, mit reicher Knorpelstildekoration. Hoch an der Stirnwand des Seitenschiffs hängt das Epitaph der Margarete Landtwehr von 1693. Die Reste eines mittelalterlichen Chorgestühls sind neu zusammengesetzt. An der Ostwand des Südquerhauses zeigt eine monumentale, in jüngerer Zeit freigelegte Wandmalerei den Hl. Christophorus mit einem Stifter, nach 1345. Um das Jahr 2000 sind zwei Reliefs, die zuvor außen an den östlichen Stützpfeilern der Witterung ausgesetzt waren, ins Innere versetzt worden: Im Westen, an der Nonnenempore, ist jetzt das Relief eines Christuskopfes, vielleicht ursprünglich ein Schlussstein, wohl aus der Umbauzeit nach 1345, eingelassen. An der nördlichen Langhauswand sieht man das Steinrelief des Gekreuzigten mit Maria und Johannes über zwei Spitzbögen mit knienden Stifterfiguren, ebenfalls aus dem 14. Jahrhundert. In die verbliebenen Leerstellen am Außenbau wurden 2001 Bronzereliefs gleicher Thematik des Worpsweder Bildhauers Waldemar Otto eingelassen. Zurzeit (Stand 2022) sind acht bronzene Figurengruppen eines Kreuzwegs von der Hand desselben Künstlers im Südquerhaus aufgestellt.